# Hit Mania Dance Estate 1998
Hit Mania Dance Estate 1998 è una raccolta di 40 successi da ballare pubblicata su due CD e due MC (denominati vol.1 e vol.2) durante l'estate del 1998. È la prima compilation della collana Hit Mania a contenere una bonus track ed è stata mixata dal DJ Mauro Miclini. Il prezzo di vendita del doppio CD era di L. 43.000. Pubblicata il 7 luglio 1998, è entrata nella Superclassifica di TV Sorrisi e Canzoni il 3 agosto 1998: il 21 settembre 1998 si trovava al 9º posto, mentre il 28 settembre 1998 è scesa al 14º posto. La copertina è stata progettata da Gorial.

## Tracce
Vol. 1
1. Simone Jay – Luv-Thang (Mario Fargetta Radio Edit) – 3:43
2. Gigi D'Agostino – Elisir – 3:33
3. Carolina Márquez – S.E.X.O. – 2:27
4. Gayà – It's Love – 3:33
5. The Tamperer – Feel It (feat. Maya) (Remix) – 2:57
6. Neja – Restless – 3:07
7. Alexia – Gimme Love (Remix) – 2:14
8. Gala – Suddenly – 2:58
9. Regina – What Can You Do – 3:09
10. Vengaboys – Up & Down – 3:00
11. Blackwood – Friday Night – 3:01
12. Mousse T. – Horny '98 (feat. Hot 'n' Juicy) – 3:08
13. Coimbra – Another Star – 2:48
14. Paradisio – Bandolero – 3:29
15. Santos & Sabino – Lararari (Canzone Felice) – 2:38
16. Discobump – Discophunk – 3:18
17. Flashback – Kiss The Rain (feat. Michelle) – 3:14
18. Molella & Phil Jay – With This Ring Let Me Go (feat. Heaven 17 & Fast Eddie) – 2:24
19. El Goleador – La copa de la vida – 2:43
20. Gusto Sabroso – No Tengo Dinero – 3:15

Durata totale: 60:39
Vol. 2
1. Bacon Popper – Free – 3:43
2. Mario Più – Sexy Rhythm – 3:49
3. The Black And White Brothers – Put Your Hands Up – 3:02
4. Playahitty – The Man I Never Had – 2:49
5. Karen Ramírez – Looking For Love – 2:37
6. Unconditional – Let's Get Serious (Thinkin'About) – 2:11
7. Groove Vandals – Gym Tonic – 4:07
8. Ce Ce Peniston – Nobody Else – 2:36
9. Lovestation – Teardrops – 2:58
10. Phantom Power – Everyday – 3:15
11. Datura – I Will Pray – 2:54
12. David Morales – Needin' U – 2:43
13. Mox Epoque vs B.K – Be Sure – 2:18
14. Hollis P. Monroe – I'm Lonely – 3:32
15. Selecçào – Carnaval De Paris – 3:18
16. Cometz – Scooby Dooby Boy – 2:20
17. Robey B – I Got I Good Thing – 3:09
18. Bus Stop – Kung Fu Fighting (feat. Carl Douglas) – 2:49
19. Bob Marley – Rock Steady – 2:53
20. Raggatwist – You Do Love Me – 2:25
21. The Pills – Vyagra – 2:31